# Die Feen
Die Feen (en alemany, Les fades) és una òpera en tres actes composta per Richard Wagner sobre un llibret alemany del mateix compositor, basat en La donna serpente de Carlo Gozzi. S'estrenà al Teatre Nacional de Múnic el 29 de juny de 1888.
Die Feen fou la primera òpera que Wagner va acabar, però va romandre sense estrenar-se durant la seva vida. Mai s'ha establert fermament en el repertori operístic encara que rep actuacions ocasionals, en l'escenari o en concert, majoritàriament a Alemanya. L'òpera està disponible en CD; però, mai ha estat disponible en vídeo. A més, l'obertura ha sigut enregistrada per separat.
Tot i que la música de Die Feen mostra les influències de Carl Maria von Weber i altres compositors de l'època, els crítics hi han reconegut les característiques embrionàries de l'òpera wagneriana madura. La trama de fantasia també anticipa temes com la redempció que tornarien a aparèixer en les seves obres posteriors.	Wagner la hi va donar la descripció de Grosse Romantische Oper (Gran òpera romàntica).
No s'ha estrenat a Catalunya.

## Origen i context
En l'època de la seva composició, 1833, Wagner tenia només 20 anys i treballava parcialment com a mestre de cor a Würzburg. L'any anterior, Wagner havia abandonat el seu primer intent d'escriure una òpera, El matrimoni ('Die Hochzeit'), aconsellat per la seva germana. Wagner va mantenir els noms de dos dels personatges principals de Die Hochzeit en dos dels principals personatges de Les fades, Ada i Arindal.
Les fades imita clarament l'estil musical de Carl Maria von Weber, que amb la seva òpera El caçador furtiu s'havia convertit en un músic de gran renom en els anys de joventut de Wagner. Molts estudiosos coincideixen a declarar a Weber com un dels músics que més va influir en el treball de Wagner. En aquesta primera òpera ja es perfilen els temes que Wagner anirà desenvolupant i ampliant al llarg de llur posterior producció lírica: la prohibició de fer preguntes sobre l'origen, l'amor entre mortal i immortal, les successives proves que cal vèncer i, per sobre de tot, la redempció per l'amor.

## Argument
Els fets precedents. A Arindal, rei de Tramond, se li apareix tot caçant un animal d'una bellesa excepcional, el segueix fins ben enllà de la mitjanit. Amb Gemot, el seu servent, es troben de forma misteriosa al regne de les fades. El rei queda instantàniament enamorat de la bella fada Ada. Després d'haver acceptat la condició imposada de no intentar saber qui és ella en un termini de vuit anys, Arindal es casa amb Ada. Els anys passen, i tenen dos fills. Tot just poc abans d'acabar-se el termini establert, Arindal no se'n sap estar de demanar-li la pregunta prohibida. I al mateix instant es troba alhora separat d'Ada, expulsat amb llur servent Gemot del regne de les fades i transportat a un indret rocós i desèrtic. Ada, però, no vol renunciar a Arindal, i per amor es disposa a abandonar el seu regne de les fades, i esdevenir mortal. Però el rei de les fades imposa unes condicions que Arindal haurà de complir.

## Representacions
Les fades no es va estrenar fins cinc anys després de la mort del compositor. A diferència dels treballs de maduresa del compositor, no ha aconseguit mai fer-se un lloc en el repertori operístic.